# Post T

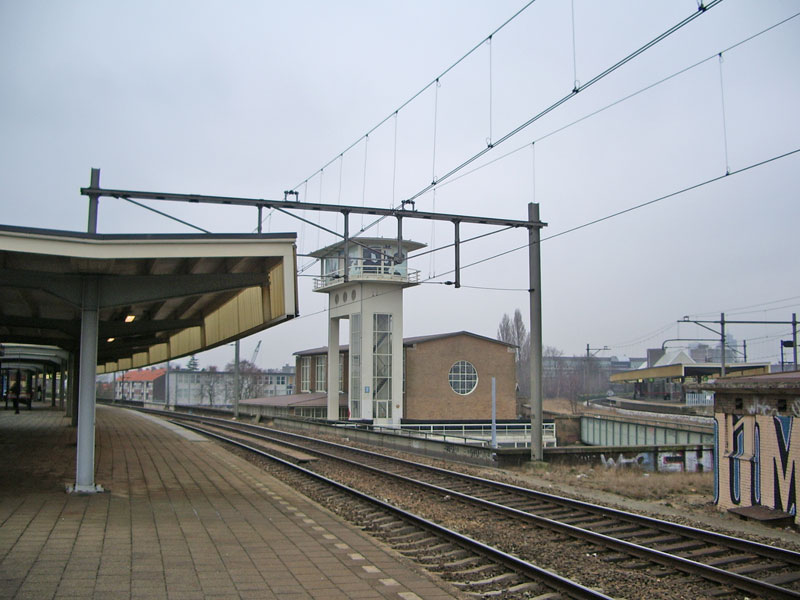
Voormalige post T te Amsterdam Muiderpoort

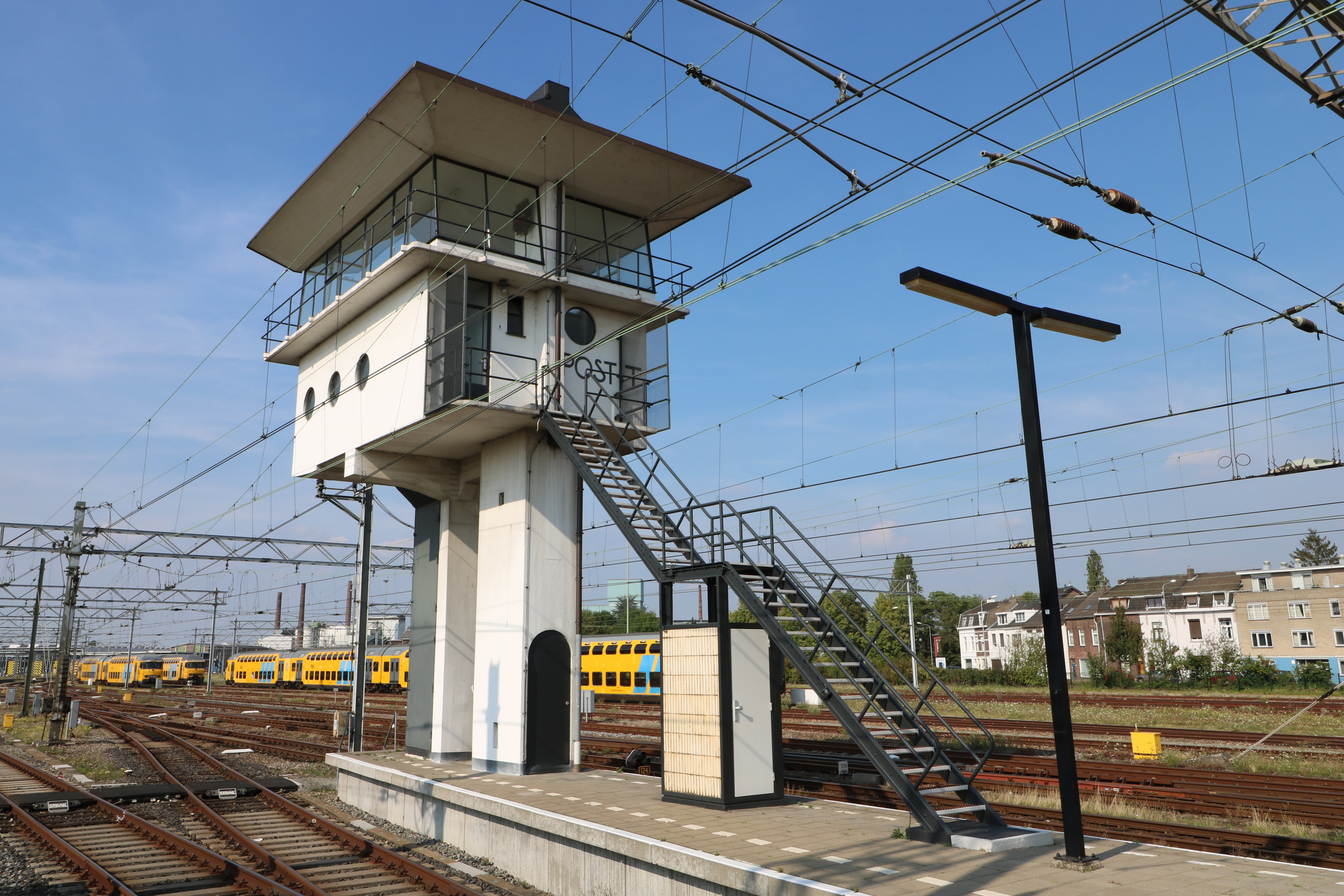
Post T van station Maastricht (Sybold van Ravesteyn, 1933), een rijksmonument

Post T was een seinhuis op een Nederlands spoorwegstation waarin zich de railverkeersleiding bevond. Van hieruit bediende de treindienstleider de seinen en wissels op het station. Vaak werd aangenomen dat de T van Post T verwees naar de Treindienstleider, maar de T gaf aan dat op die post een telegraaf aanwezig was. De telegraaf werd gebruikt om belangrijke dienstberichten te versturen tussen posten onderling en de hoofdverkeersleiding in Utrecht. Meestal was dit ook de post waar de Treindienstleider van het station dienst deed omdat hij het meeste belang had bij die berichten.
De post werd vaak in een toren ondergebracht of ook in een uitbouw van het stationsgebouw aan de perronzijde om goed overzicht te kunnen hebben over het emplacement. De treindienstleider moest namelijk kunnen waarnemen of sporen en wissels vrij van treinen zijn voordat een bedieningshandeling kon worden uitgevoerd. Wanneer een emplacement te groot was om vanuit één post overzien te worden, waren er vaak extra posten. In de tijd van de klassieke beveiliging kon de afstand van de post tot de wissels en (arm)seinen niet te groot zijn, vanwege de maximale lengte van de trekdraden die werden gebruikt om de seinen te bedienen. Dan werd een deel van het station vanuit een extra post bediend. Deze heette dan 'post' gevolgd door een Romeins cijfer of een letter, dus te beginnen bij post I (HSM) of post A (SS). 
Deze posten kregen de instructies van post T. Met de invoering van de relaisbeveiligingen zoals NX-beveiliging en Centrale Verkeersleiding (CVL) verdwenen de meeste posten. Het seinhuis waar de NX-beveiliging was ondergebracht werd soms nog post T genoemd en het seinhuis waar de bediening van een CVL was ondergebracht noemde men een verkeersleidingspost.

## Verkeersleidingspost
De verkeersleiding (VL) van ProRail zit begin 21e eeuw op enkele centrale locaties VL-posten, van waaruit een groot aantal stations worden bediend. In Nederland zijn VL-posten op de volgende locaties: Alkmaar, Amsterdam, Arnhem, Den Haag, Eindhoven, Groningen, Kijfhoek, Maastricht, Roosendaal, Rotterdam, Utrecht en Zwolle. In 2019 zijn de posten Amersfoort en Utrecht samengevoegd (op de huidige post Utrecht). Het plan om in 2023 Rotterdam, Kijfhoek, Den Haag en Roosendaal in een nieuw te bouwen post in Barendrecht samen te voegen, is niet doorgegaan.